# Dona Speir
Dona Speir, née le 7 février 1964 à Norwalk, est un mannequin américain, qui a aussi été actrice dans des films de série B.

## Biographie
Elle s'expose dans l'édition américaine de la revue Playboy en mars 1984, et ensuite dans d'autres éditions. Cela lui vaut d'être invitée à jouer dans des séries télévisées et plusieurs films d'Andy Sidaris.

## Filmographie
Sauf indication contraire, les informations mentionnées dans cette section peuvent être confirmées par la base de données cinématographiques IMDb,  présente dans la section « Liens externes ».

### Cinéma
- 1985 : Série noire pour une nuit blanche (Into the Night) de John Landis : Miss Western Europe
- 1985 : La Taule en délire (Doin' Time) de George Mendeluk : responsable des cartes
- 1987 : Piège mortel à Hawaï (Hard Ticket to Hawaii) d'Andy Sidaris : Donna
- 1987 : Dragnet de Tom Mankiewicz : femme appât
- 1988 : Picasso Trigger d'Andy Sidaris : Donna
- 1988 : Mortuary Academy de Michael Schroeder : une infirmière
- 1989 : Piège pour Amazones (en) (Savage Beach) d'Andy Sidaris : Donna
- 1990 : Click: The Calendar Girl Killer de Ross Hagen et John Stewart : Nancy
- 1990 : Guns (en) d'Andy Sidaris : Donna Hamilton
- 1991 : Connection Hawaï (en) d'Andy Sidaris : Donna Hamilton
- 1992 : Hard Hunted (en) d'Andy Sidaris : Donna Hamilton
- 1993 : Fit to Kill (en) d'Andy Sidaris : Donna Hamilton

### Télévision
- 1983-1984 : Matt Houston, série télévisée, trois épisodes : 2.12 Target: Miss World : Miss Berlin ; 2.17 The Bikini Murders : un mannequin ; 3.8 The High Fashion Murders : un mannequin
- 1984 : Automan, série télévisée, épisode 1.13 : Club Ten : fille en bikini
- 1984 : Mike Hammer, série télévisée, deux épisodes : 1.10 Satan, Cyanide and Murder : Gwen ; et 2.6 Bonecrunch : Alma
- 1986 : K 2000, série télévisée, un épisode, 4.17 Knight of a Thousand Devils : Bambi
- 1989 : Mariés, deux enfants (Married with Children), série télévisée, épisode 3.11 Eatin' Out : fille de la photo
- 1991 : Meurtre au champagne (Death Hits the Jackpot), téléfilm de Vincent McEveety (épisode 11.1 de la série Columbo) : un mannequin
- 1993 : Les dessous de Palm Beach, série télévisée, épisode 2.15 Dead Weight : femme dans le spa